# Nagra (azienda)

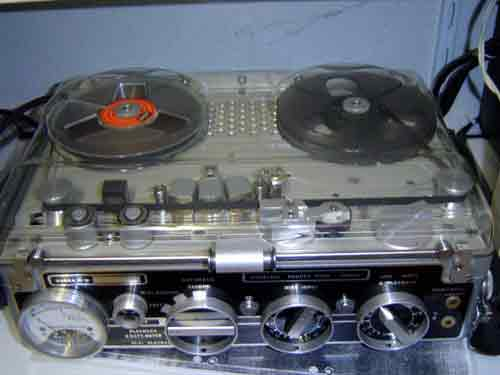
Nagra III

Nagra Kudelski SA (o semplicemente Nagra), è un'azienda svizzera produttrice di registratori portatili. Originariamente prodotti dal Kudelski Group, i registratori sono ora sviluppati, prodotti e venduti dalla società indipendente Audio Technology Switzerland S.A. con sede a Romanel-sur-Lausanne. Il nome dell'azienda deriva dalla traduzione della parola in lingua polacca «nagra» che significa «registrerà» in unione al cognome del fondatore Stefan Kudelski, ingegnere elettronico di origine polacca.

## Storia
Il primo prototipo di registratore analogico audio a nastro in bobine è stato prodotto nel 1951.

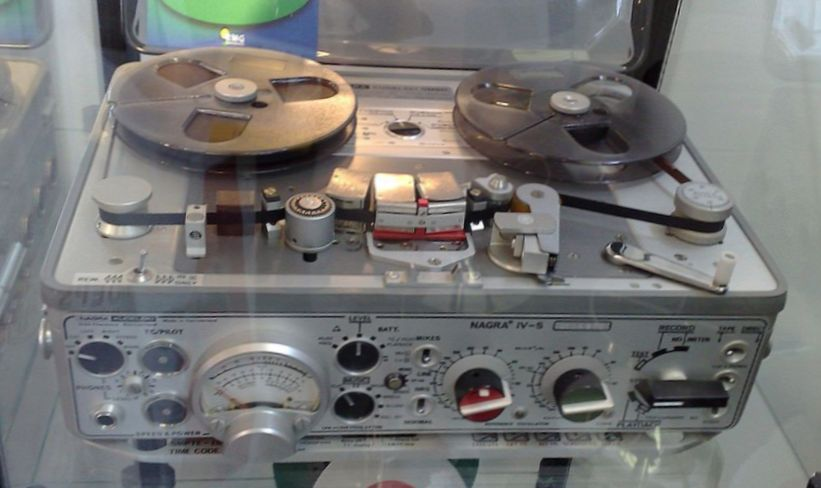
Nagra IV-S

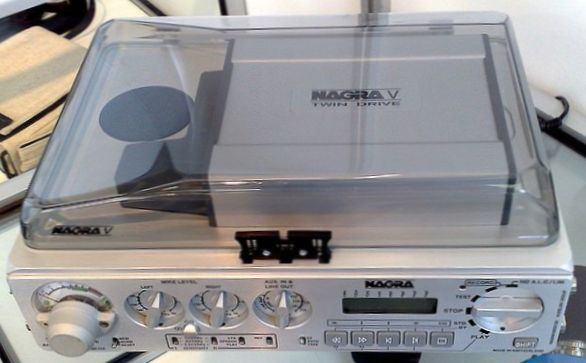
Nagra V

I suoi concorrenti più noti erano l'azienda svizzera Stellavox e l'azienda tedesca Uher, entrambe produttrici di registratori audio portatili.
L'avvento della tecnologia digitale ha reso possibile il lancio sul mercato dei registratori portatili ARES-PII per i giornalisti, e i registratori digitali universali, gli ARES-BB +, introdotti nel 2004, che sono registratori digitali state-of-the-art di registrazione su schede Flash PC compatti.
Essi sono stati recentemente sostituiti con il modello Nagra SD, un registratore portatile leggermente più piccolo con preamplificatori microfonici, che registra su schede SD removibili con campionamento a 24bit / 96k.
Nel 1997, ha lanciato il Nagra PL-P, un preamplificatore a valvole per giradischi analogici, iniziando la produzione di una serie di apparecchi ad alta fedeltà comprendente preamplificatori, amplificatori e lettori CD. Nel 2000, Nagra ha diversificato la produzione entrando nel settore della crittografia per la televisione digitale pay TV nei sistemi di descrambling satellitare e in altri componenti, mentre il settore audio professionale, a causa della contrazione del mercato relativo, occupa una parte più piccola della sua capacità produttiva.